# Abschieds-Rufe
Abschieds-Rufe (Larmes d'adieu) est une valse de Johann Strauss II (op. 179). L'œuvre est créée le 28 janvier 1856 dans la Sofiensaal à Vienne.

## Histoire
La valse est composée pour le carnaval de 1856 et dédiée à Franz Liszt, présent à la première, et qui  a été le chef d'orchestre d'un événement marquant le 100e anniversaire de Mozart à Vienne. Son titre est souvent associé au départ imminent de Johann Strauss pour la Russie. Mais cette affirmation est fausse, puisque le compositeur ne commence son voyage qu'à la mi-avril. La valse est depuis surnommée Himmelswalzer (Valse céleste), peut-être parce qu'elle a été autrefois jouée lors des funérailles d'un admirateur de Strauss. Mais cela n’est ni confirmé, ni infirmé par Strauss lui-même.

## Durée
Sa durée d'exécution est d'environ 12 minutes. Elle peut varier légèrement selon l'interprétation musicale du chef d'orchestre.

## Interprétation notable
En 2011, la pièce est jouée lors du célèbre concert du nouvel an à Vienne, sous la direction de Franz Welser-Most.